# Temple d'Amenhotep I
El Temple d'Amenhotep I i de la seva esposa la reina Ahmose Nefertari, és un temple de la zona de necròpolis de l'oest de Luxor dedicat al faraó i a la reina.
Està al sud de Dra Abu al-Naga. Només una petita part es conserva, i alguns fragments mostren al faraó al festival de Seth. S'han trobat també algunes estàtues i fragments d'estela.